# María Martos Arregui O'Neill
María Martos Arregui O'Neill   (Manila, 1888 - Madrid, 11 de juny de 1981) també Maria Baeza o María Martos de Baeza  va ser una feminista, cofundadora del Lyceum Club i resident a la Residència de Senyoretes de Madrid; impulsà i participà en un gran nombre d'iniciatives culturals feministes del seu temps.
Martos Arregui treballà per a aconseguir una digna educació per a la dona. Va ser vocal en la junta directiva de l'Associació Nacional de Dones Espanyoles, creada el 1921 per María Espinosa de los Monteros, per promoure la reforma dels codis civil i penal, i millorar així els drets civils de les dones.
Fou molt aficionada a convocar tertúlies literàries, a les quals assistien, entre d'altres, la seva amiga entranyable Elena Fortún i els membres de la família Baroja —Carmen, Ricardo o Pio—, dels quals era íntima amiga. Malgrat la seva afició a escriure, no va arribar a publicar cap obra, encara que sí que va ser col·laboradora del seu marit, Ricardo Baeza, editor i diplomàtic.
Admiradora de la Institució Lliure d'Ensenyament, fundadora del Lyceum Club —i segons algunes fonts, a qui es deu la idea de la seva fundació—, va formar part de la primera junta de l'associació i va contribuir a organitzar conferències d'art, literatura, cursos, exposicions i vetllades musicals, grups de treball centrats en la problemática de les dones i una bona biblioteca, que dirigí succeint en el càrrec a Maria Martínez Sierra.
A la fi de 1929, en connexió amb la International League for Peace and Freedom (WILPF), naixia a Madrid una nova associació: la Lliga Femenina Espanyola per a la Pau, inicialment formada per un comitè de dotze dones entre les quals hi havia María Martos, Clara Campoamor o Matilde Huici, entre altres activistes de l'època.
Entre 1931 i 1935 va viure a Xile, on el seu marit havia estat destinat com a ambaixador, i durant la Guerra Civil va residir a Londres, on el 1940 va presidir el Comitè Femení d'Ajuda Espanyola a la Victòria Aliada. Després de la guerra es va exiliar a l'Argentina, tot i que va tornar aviat a Espanya, l'any 1947. Dedicà la seva activitat cultural a col·laborar amb el seu marit, Ricardo Baeza, en les traduccions i edicions que duia a terme, i a dinamitzar les tertúlies literàries en què era amfitriona.
Coneixem part de la seva tasca i de la importància del seu paper en el context que li tocà de viure per mitjà de la important correspondència que mantingué amb companyes i coetanis seus, com Maria de Maeztu, Pío Baroja, Zenobia Camprubí, Guillermo de Torre i Norah Borges, José María Salaverria, Juan Ramón Jiménez o Jorge Guillén, i que es conserva editada o manuscrita.